# 김해보훈요양원
김해보훈요양원(金海報勳療養院)은 대한민국 국가보훈처 산하 한국보훈복지의료공단에서 운영하는 보훈요양원이다. 경상남도 김해시 진영읍 하계로 127 (방통리 124)에 위치하고 있다.

## 연혁
- 2009년 8월 김해보훈요양원 개원

## 같이 보기
- 광주보훈요양원
- 대전보훈요양원